# Ataenius carinatipennis
Ataenius carinatipennis är en skalbaggsart som beskrevs av Rudolph Petrovitz 1973. Ataenius carinatipennis ingår i släktet Ataenius och familjen Aphodiidae. Inga underarter finns listade.